# Amblyscarta digitata
Amblyscarta digitata är en insektsart som beskrevs av Young 1977. Amblyscarta digitata ingår i släktet Amblyscarta och familjen dvärgstritar. Inga underarter finns listade i Catalogue of Life.